# A Grand Night for Singing
A Grand Night for Singing è una musical con colonna sonora di Rodgers e Hammerstein e libretto di Walter Bobbie, portato al debutto a Broadway nel 1993. Lo spettacolo è una rivista di canzoni dal repertorio di Richard Rodgers e Oscar Hammerstein II, che comprende brani musicali tratti dai loro spettacoli meno noti come Me and Juliet, Allegro e Flower Drum Song ma anche grandi successi come Carousel, The King and I, Oklahoma!, The Sound of Music, South Pacific e Cinderella.

## Storia delle rappresentazioni

### Il debutto
A Grand Night for Singing ha debuttato al Criterion Center Stage Right di Broadway il 17 novembre 1993 dopo quarantuno anteprime e dopo la sera della prima è rimasto in cartellone per altre cinquantadue rappresentazioni. Walter Bobbie curava il libretto e la regia, mentre il cast comprendeva Victoria Clark, Jason Graae, Alyson Reed, Lynne Wintersteller e Martin Vidnovic, poi sostituito da Gregg Edelman. Il musical ottenne due candidature ai Tony Award e fu realizzata anche un'incisione discografica prodotta dalla Varèse Sarabande.

## Brani musicali
Atto I
- "Carousel Waltz" (da Carousel)
- "So Far" (da Allegro)
- "It's a Grand Night for Singing" (da State Fair)
- "The Surrey with the Fringe on Top" (da Oklahoma!)
- "Stepsisters' Lament" (da Cinderella)
- "We Kiss in a Shadow" (da The King and I)
- "Hello, Young Lovers" (da The King and I)
- "A Wonderful Guy" (da South Pacific)
- "I Cain't Say No" (da Oklahoma!)
- "Maria" (da The Sound of Music)
- "Do I Love You Because You're Beautiful?" (da Cinderella)
- "Honey Bun" (da South Pacific")
- "The Gentleman is a Dope" (da Allegro)
- "Don't Marry Me" (da Flower Drum Song)
- "I'm Gonna Wash That Man Right Outa My Hair" (da South Pacific)
- "If I Loved You" (da Carousel)
- "Shall We Dance?" (da The King and I)
- "That's The Way It Happens" (da Me and Juliet)
- "All at Once You Love Her" (da Pipe Dream)
- "Some Enchanted Evening" (da South Pacific)

Atto II
- "Oh, What a Beautiful Mornin'" (da Oklahoma!)
- "Wish Them Well" (da Allegro)
- "The Man I Used to Be" (da Pipe Dream)
- "It Might as Well Be Spring" (da State Fair)
- "When the Children Are Asleep" (da Carousel)
- "I Know It Can Happen Again" (da Allegro)
- "My Little Girl" (da Carousel)
- "It's Me" (da Me and Juliet)
- "Love, Look Away" (da Flower Drum Song)
- "When You're Driving Through the Moonlight" (da Cinderella)
- "A Lovely Night" (da Cinderella)
- "Something Wonderful" (da The King and I)
- "This Nearly Was Mine" (da South Pacific)
- "Impossible" (da Cinderella)
- "I Have Dreamed" (da The King and I)

## Riconoscimenti
- 1994 - Tony Award
  - Candidatura al miglior musical
  - Candidatura al miglior libretto di un musical per Walter Bobbie